# Miguel Viegas
Miguel Lopes Batista Viegas (ur. 27 czerwca 1969 w Paryżu) – portugalski polityk, ekonomista, weterynarz, nauczyciel akademicki i działacz związkowy, poseł do Parlamentu Europejskiego VIII kadencji.

## Życiorys
Ukończył w 1993 medycynę weterynaryjną na Uniwersytecie Technicznym w Lizbonie, do 2011 pracował w zawodzie weterynarza w sektorze rolniczym. W 2004 został absolwentem ekonomii na Uniwersytecie w Aveiro, a w 2010 uzyskał doktorat na Uniwersytecie w Porto. W 2008 został zatrudniony jako nauczyciel akademicki na Uniwersytecie w Aveiro. Zaangażował się również w działalność związkową w ramach związku nauczycieli (obejmując funkcję przewodniczącego tej organizacji w regionie Centrum), a także w działalność polityczną w ramach Portugalskiej Partii Komunistycznej. Działał w samorządzie miasta Ovar i dystryktu Aveiro.
W wyborach w 2014 uzyskał mandat posła do Europarlamentu VIII kadencji z listy Unitarnej Koalicji Demokratycznej. W PE przystąpił do frakcji Zjednoczonej Lewicy Europejskiej – Nordyckiej Zielonej Lewicy